# Citroën C4 Cactus
El Citroën C4 Cactus era un crossover del segmento B producido por el constructor francés Citroën en la planta del Groupe PSA de Villaverde en Madrid, España. El C4 Cactus estaba basado en la plataforma PSA PF1 que utilizaban modelos más pequeños como el Citroën C3 y DS3.
Algunas características distintivas de su diseño eran los “Airbump”, tableros plásticos flexibles en los laterales y parachoques del coche, diseñados para proteger el vehículo de daños en los aparcamientos o los airbag del acompañante situados en el techo permite liberar el espacio en el interior del habitáculo y ampliar las posibilidades de diseño.
El prototipo Citroën C-Cactus fue presentado en 2007 en el Salón del Automóvil de Fráncfort antes de la versión de producción. El modelo de producción se presentó el 5 de febrero de 2014, justamente en la fecha de cumpleaños de André Citroën, antes de comenzarse a comercializar en junio del mismo año.
En el 2018 se produjo un restyling  que afectaba tanto el exterior como al interior.Por fuera,el coche contaba con nuevas ópticas y hubo una clara reducción de los "Airbumps".Por dentro el coche era similar al modelo anterior,excepto que se introdujeron nuevas tapicerías y se eliminó la zona acolchada a favor de una consola convencional.En la actualización Citroën mantuvo los mismos motores del modelo anterior.En 2021 el coche fue sustituido por el Citroën c4 de tercera generación.

## Producción y ventas

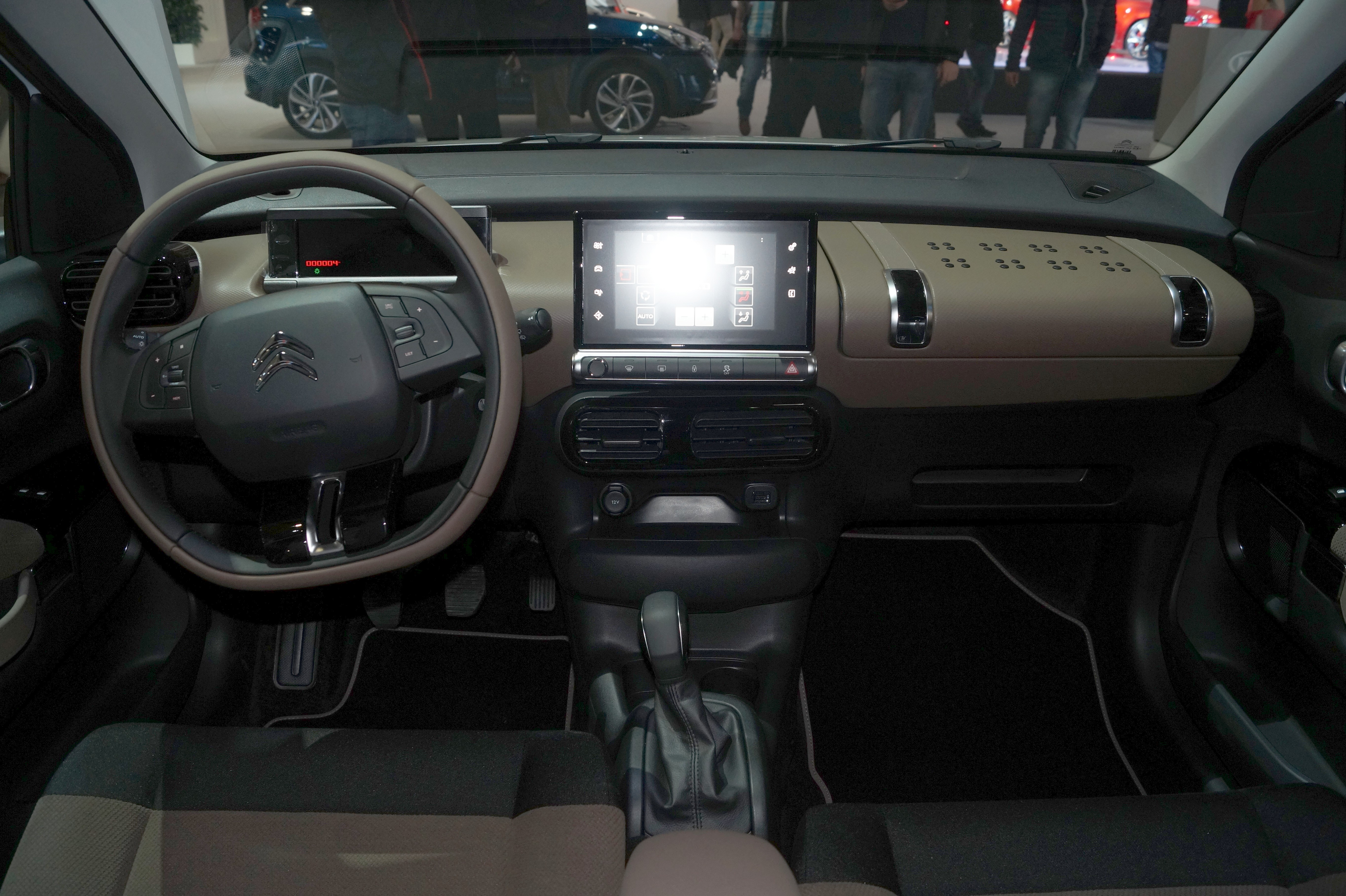
Citroën C4 Cactus interior

Medía 4,16 m largo, 1,73 m de ancho y 1,48 m de alto. Pesaba menos de una tonelada, 200 kg menos que un Citroën C4 convencional. Se intercalaba entre el Citroën C3 y el Citroën C4 y no reemplazaba a ningún modelo existente de la gama Citroën.
Como en el prototipo del C-Cactus, la versión de serie estaba equipada con AirBumps, una material flexible anti-rayaduras fabricada con poliuretano termoplástico (TPU)  que contiene 20 mm de aire en su relleno. Estos Airbumps cubren los flancos y las extremos del coche y lo protegen de pequeños choques o golpes de puertas, recuperando su forma inicial. Están disponibles en cuatro colores (negro, beis, chocolate, gris), asociados a diez colores de carrocería y tres ambientes interiores (Ambiente Stone Grey, Pack Habana Inside y Pack Purple Inside).
En los asientos delanteros no había separación, eliminando el pasillo intermedio. Las versiones automáticas no tenían palancas o levas en el volante convencionales, usándose en su lugar un selector de marchas por botones.
La producción comenzó en la primavera de 2014 en la fábrica del Groupe PSA de Villaverde, Madrid. Comenzó a venderse en Francia en junio de 2014. Es un SUV de 5 puertas impulsado por un motor gasolina de tres cilindros en línea de 1.2 c.c. denominado Puretech y otro diésel HDi de 1.6 c.c. de cuatro cilindros en línea.
En 2018 se renueva el C4 Cactus con una segunda fase, el cual el modelo sufre unos cambios con un rediseño.
En 2021 el Citroën C4 cactus fue retirado del mercado al ser sustituido por la 3.ª generación del Citroën c4.

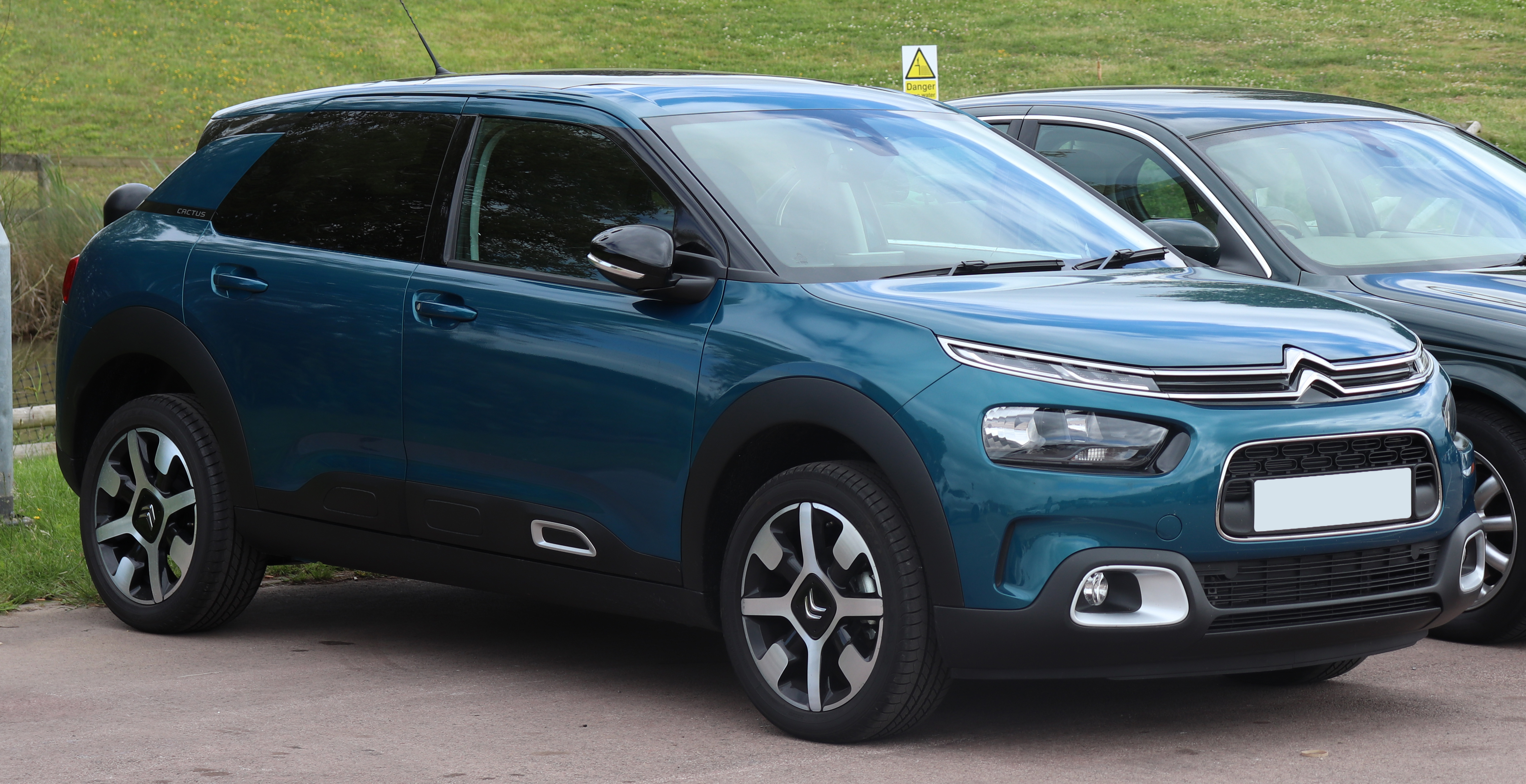
Citroën C4 Cactus Restyling (2018) delantera y trasera.

## Premios
- 2015 Salón del Automóvil de Nueva York: Automóvil Mundial del Año[6]
- 2015 Salón del Automóvil de Ginebra: Coche de Producción del Año.[7]
- 2015 Mejor coche del año en España[8]

## Motorizaciones
|                             | 1.6 BlueHDi 100 ETG6                | 1.6 BlueHDi 100                     | 1.6 BlueHDi 100 82g - 5v S&S        | 1.6 BlueHDi 100 82g - 5v S&S        | 1.2 Puretech                        | 1.2 Puretech                        | 1.2 Puretech                        |
| --------------------------- | ----------------------------------- | ----------------------------------- | ----------------------------------- | ----------------------------------- | ----------------------------------- | ----------------------------------- | ----------------------------------- |
| Motor                       | 4 cilindros en línea diésel         | 4 cilindros en línea diésel         | 4 cilindros en línea diésel         | 4 cilindros en línea diésel         | 3 cilindros en línea gasolina       | 3 cilindros en línea gasolina       | 3 cilindros en línea gasolina       |
| Cilindrada                  | 1560                                | 1560                                | 1560                                | 1560                                | 1199                                | 1199                                | 1199                                |
| Potencia máxima             | 99 cv a un régimen de 3750 rev/min  | 99 cv a un régimen de 3750 rev/min  | 99 cv a un régimen de 3750 rev/min  | 99 cv a un régimen de 3750 rev/min  | 82 cv a un régimen de 5750 rev/min  | 82 cv a un régimen de 5750 rev/min  | 110 cv a un régimen de 5500 rev/min |
| Par máximo                  | 254 Nm a un régimen de 1750 rev/min | 254 Nm a un régimen de 1750 rev/min | 254 Nm a un régimen de 1750 rev/min | 254 Nm a un régimen de 1750 rev/min | 118 Nm a un régimen de 2750 rev/min | 118 Nm a un régimen de 2750 rev/min | 205 Nm a un régimen de 1500 rev/min |
| Caja de velocidades         | Auto. ETG6                          | Man. BVM5                           | Man. BVM5                           | Man. BVM5                           | Man. BVM5                           | Auto. ETG5                          | Man. BVM5                           |
| Velocidad máxima            | 182 km/h                            | 184 km/h                            | 184 km/h                            | 184 km/h                            | 169 km/h                            | 172 km/h                            | 188 km/h                            |
| 0-100 km/h                  | 12 s                                | 10.6 s                              | 10.6 s                              | 10.6 s                              | 12,9 s                              | 15 s                                | 9,3 s                               |
| Consumo mixto (en L/100 km) | 3,4                                 | 3.6                                 | 3.6                                 | 3.1                                 | 4.6                                 | 4.3                                 | 4.7                                 |
| Emisiones de CO2 (en g/km)  | 89                                  | 95                                  | 82                                  | 82                                  | 107                                 | 98                                  | 107                                 |